# Johannes Singer (Politiker)
Johannes Sebastian Singer (* 4. Juni 1943 in Berlin; † 8. März 2008 in Leverkusen) war ein deutscher Jurist und Politiker (SPD) und von 1987 bis 1998 Mitglied des Deutschen Bundestages.
Singer studierte Jura an der Universität zu Köln und der Universität Marburg. Nach seinem zweiten Staatsexamen 1970 arbeitete er als Richter und Staatsanwalt in Düsseldorf und Opladen, bevor er 1975 als Referent ins Justizministerium in Düsseldorf wechselte. 1979 wurde er Oberstaatsanwalt, ab 1981 wirkte er bei der Generalstaatsanwaltschaft in Köln.
In die SPD trat Singer 1963 im Alter von 20 Jahren ein. 1969 wurde er in den Stadtrat von Leverkusen gewählt, von 1983 bis 1990 war er Fraktionsvorsitzender. Er vertrat den Wahlkreis Leverkusen – Rheinisch-Bergischer Kreis II von 1987 bis 1998 im Bundestag, unter anderem als Mitglied des Innenausschusses.
Johannes Singer war zwei Mal verheiratet und Vater eines Sohnes.